# Liste der Staatsoberhäupter 836
Übersicht
◄◄ | ◄ | 832 | 833 | 834 | 835 | Liste der Staatsoberhäupter 836 | 837 | 838 | 839 | 840 | ► | ►►

Weitere Ereignisse

## Afrika
- Aghlabiden 
  - Emir: Ziyādat Allāh I. (817–838)
- Idrisiden in Marokko
  - Imam: Muhammad ibn Idris II. (828–836)
  - Imam: Ali I. Haydara ibn Muhammad (836–849)
- Rustamiden
  - Imam: Aflah ibn 'Abd al-Wahhab (824–872)

## Asien
- Bagan
  - König: Hkelu (829–846)

- China
  - Kaiser: Tang Wenzong (826–840)

- Indien
  - Östliche Chalukya
    - König: Vijayaditya II. (808–847)

  - Pala
    - König: Devapala (810–850)

  - Pallava
    - König: Nandi Varman III. (825–850)

  - Pandya
    - König: Sirmara Srivallabha (830–862)

  - Pratihara
    - König: Samrat Mihir Bhoja Mahan (836–885)

  - Rashtrakuta
    - König: Amoghavarsha I. (814–878)

- Japan
  - Kaiser: Nimmyō (833–850)

- Khmer
  - König: Jayavarman II. (802–850)

- Korea
  - Balhae
    - König: Jangjong Hwa (832–858)

  - Silla
    - König: Heungdeok (826–836)
    - König: Huigang (836–838)

- Kalifat der Muslime
  - Kalif: al-Mu'tasim bi-'llāh (833–842)

- Nanzhao
  - König: Meng Quanfengyou (823–859)

- Tao-Klardschetien
  - Kuropalat: Bagrat I. (830–876)

- Tibet
  - König: Tri Relpachen (815–836)
  - König: Lang Darma (836–842)

## Europa
- Bulgarien
  - Khan: Malamir (831–836)
  - Khan: Presian I. (836–852)

- Byzantinisches Reich
  - Kaiser: Theophilos (829–842)

- England (Heptarchie)
  - East Anglia
    - König: Æthelstan (827–845)

  - Essex
    - König: Sigeric II. (825–840)

  - Mercia
    - König: Wiglaf (830–840)

  - Northumbria
    - König: Eanred (810–840)

  - Wessex
    - König: Egbert (802–839)

- Fränkisches Reich
  - König: Ludwig der Fromme (814–840)
  - Maine
    - Graf: Rorgon I. (832–839)

  - Grafschaft Toulouse
    - Graf: Bernhard von Septimanien (835–844)

- Italien
  - Kirchenstaat
    - Papst: Gregor IV. (827–844)

  - Venedig
    - Doge von Venedig: Giovanni I. Particiaco (829–836)
    - Doge: Pietro Tradonico (836–864)

- Mährerreich
  - Fürst: Mojmir I. (833–846)

- Raszien
  - Großžupan: Vlastimir (825–860)

- Schottland
  - Dalriada
    - König: Drust (834–837)

  - Strathclyde
    - König: Dumnuagal IV. (ca. 810–ca. 840)

  - Pikten
    - König: Drust IX. (834–837)

- Spanien
  - Asturien
    - König: Alfons II. (791–842)

  - Grafschaft Barcelona
    - Graf: Bernhard von Septimanien (835–844)

  - Emirat von Córdoba
    - Emir: Abd ar-Rahman II. (822–852)

  - Navarra
    - König: Íñigo Arista (824–852)

- Wales
  - Gwynedd
    - Fürst: Merfyn Frych (825–844)

  - Powys
    - Fürst: Cyngen ap Cadell (808–854)